# Икерасак
Икерасак (гренл. Ikerasak) — деревня в коммуне Каасуитсуп, западная Гренландия. Население — 238 человек (данные на 2010 год). Расположена на одноимённом острове в Уумманнак-фьорде.

## География
Икерасак находится примерно в 45 км к юго-востоку от Уумманнака, в юго-восточной части острова Икерасак в северо-западной части Икерасак-фьорда, где она расширяется во внутреннюю часть Уумманнак-фьорда.

## Транспорт
Деревня не связана с другими населенными пунктами автомобильными и железными дорогами, транспортное обслуживание осуществляет авиакомпания Air Greenland по государственному контракту. 

## Население
Население Икесарака колебалось в течение последних двух десятилетий, слегка уменьшилось в последние несколько лет.